# Englewood (Kansas)
Englewood – miasto położone w hrabstwie Clark.